# Welsh Cup 1880-81
Welsh Cup 1880-81 var den fjerde udgave af Welsh Cup. 17 hold var tilmeldt turneringen, men heraf meldte et hold afbud inden sin første kamp, så reelt deltog 16 hold i turneringen. Finalen blev afviklet den 26. marts 1881 på Racecourse Ground i Wrexham, hvor Druids FC sikrede sig sin anden triumf i Welsh Cup ved at besejre Newtown White Star FC med 2-0.
Kilderne må være ukomplette eller fejlbehæftede, for Llangollen Town FC forekommer to gange i første runde, mens vinderen af kvartfinalen mellem Newtown Excelsior FC og Ruthin Town FC tilsyneladende ikke deltog i semifinalerne.

## Resultater

### Første runde
| Dato         | Kamp                                            | Res.   |
| ------------ | ----------------------------------------------- | ------ |
|              | Shrewsbury Engineers FC – Newtown White Star FC | [0]0–1 |
|              | Llanidloes FC – Oswestry Town FC                | 5–0    |
|              | Dolgellau Idris FC – Ruthin Town FC             | 0–1    |
|              | Druids FC – Llangollen Town FC                  | 3–1    |
|              | Northwich Victoria FC – Wrexham Grosvenor FC    | 3–0    |
|              | Mold FC – Wrexham AFC                           | 0–1    |
|              | Civil Service FC – Gwersyllt Foresters FC       | 3–1    |
| –            | Chirk AAA FC – Llangollen Town FC               | w.o.   |
| Omkamp       |                                                 |        |
|              | Shrewsbury Engineers FC – Newtown White Star FC | 0–0    |
| Anden omkamp |                                                 |        |
|              | Shrewsbury Engineers FC – Newtown White Star FC | 0–1    |

### Anden runde
| Dato   | Kamp                                 | Res.  |
| ------ | ------------------------------------ | ----- |
|        | Ruthin Town FC – Druids FC           | 1–1   |
|        | Newtown White Star FC – Wrexham AFC  | 2–1   |
|        | Llanidloes FC – Civil Service FC     | 1–0   |
|        | Northwich Victoria FC – Chirk AAA FC | 2–1   |
| Omkamp |                                      |       |
|        | Ruthin Town FC – Druids FC           | [ 2 ] |

### Kvartfinaler
| Dato   | Kamp                                  | Res. | Spillested                 |
| ------ | ------------------------------------- | ---- | -------------------------- |
|        | Druids FC – Aberystwyth FC            | 6–0  |                            |
|        | Newtown Excelsior FC – Ruthin Town FC | 1–1  | Racecourse Ground, Wrexham |
| Omkamp |                                       |      |                            |
|        | Newtown Excelsior FC – Ruthin Town FC | 4–2  | Racecourse Ground, Wrexham |

### Semifinaler
| Dato | Kamp                                       | Res. | Spillested                         |
| ---- | ------------------------------------------ | ---- | ---------------------------------- |
|      | Druids FC – Northwich Victoria FC          | 3–0  | Racecourse Ground, Wrexham         |
|      | Newtown White Star FC – Llanidloes Town FC | 2–0  | Rhosddu Recreation Ground, Wrexham |

### Finale
| Dato  | Kamp                              | Res. | Tilskuere | Spillested                 |
| ----- | --------------------------------- | ---- | --------- | -------------------------- |
| 26.3. | Druids FC – Newtown White Star FC | 2–0  | 4.000     | Racecourse Ground, Wrexham |